# Ishaq Abdulrazak
Ishaq Abdulrazak, född 5 maj 2002, är en nigeriansk fotbollsspelare som spelar för svenska IFK Värnamo.

## Karriär
Abdulrazak spelade för Unity Academy i Nigeria. I maj 2020 värvades han av IFK Norrköping. Abdulrazak gjorde allsvensk debut den 14 juni 2020 i en 2–1-vinst över Kalmar FF, där han blev inbytt i den 73:e minuten mot Sead Haksabanovic.
Efter drygt två år och 61 allsvenska matcher för IFK Norrköping skrev Ishaq på ett fyraårskontrakt med den belgiska storklubben Anderlecht den 20 juni 2022. Den 5 augusti 2023 lånades han ut till BK Häcken på ett ettårigt låneavtal. Den 2 september 2024 lånades Abdulrazak ut till norks Odds BK Den 27 januari 2025 värvades Abdulrazak till svenska IFK Värnamo och skrev på ett tvåårskontrakt